# Jarkend-darja

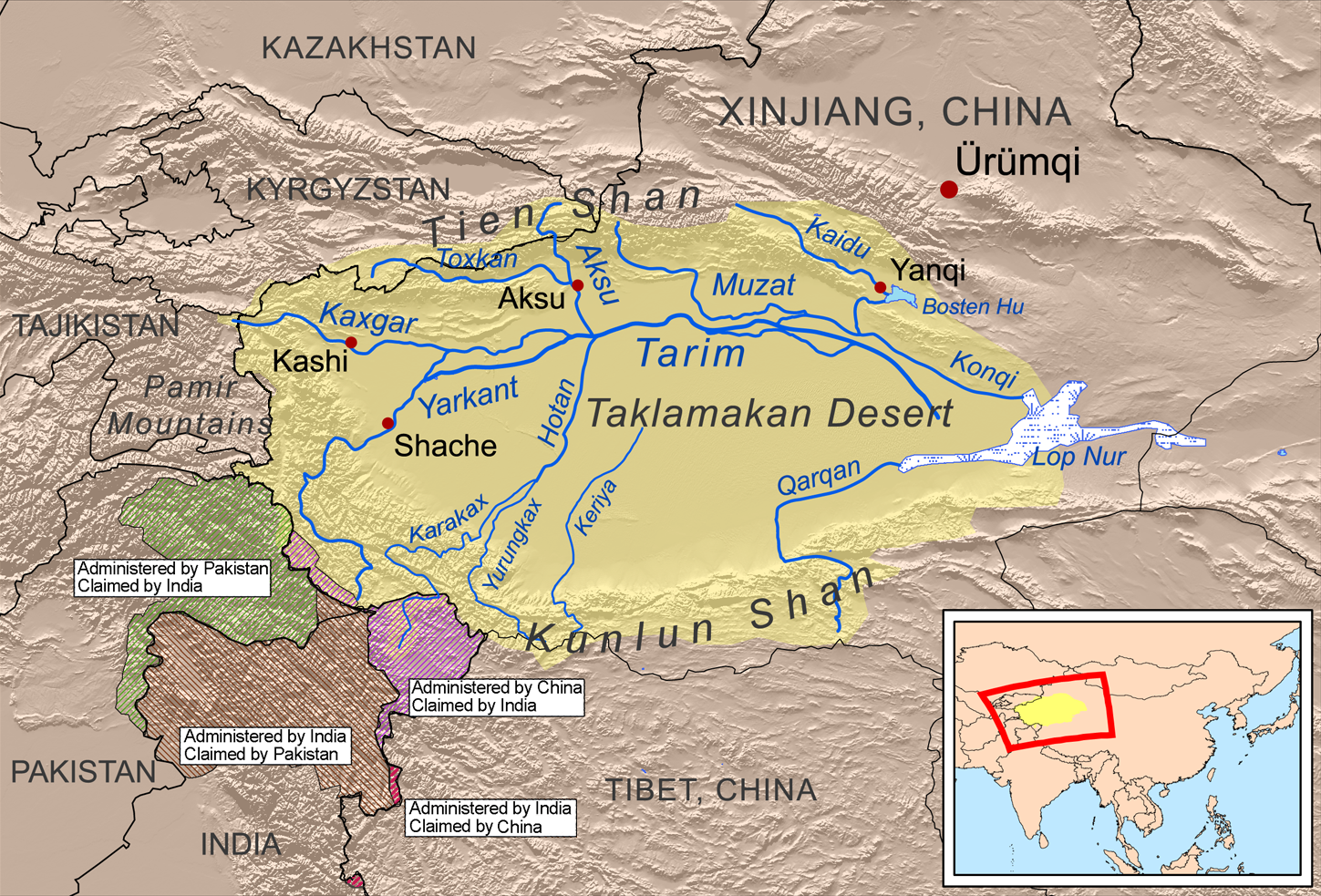
A Tarim-medence vízrajza

A Jarkend-darja (Jarkand, Jarkant) a Tarim egyik fő mellékfolyója. A Karakorumban (Kasmír) ered. A hegységet átszelve északi irányt vesz, majd hamarosan eléri a Kunlunt és a Tarim-medence nyugati részét. Átfolyik az 1270 m magasan fekvő Jarkand oázison, a Takla-Makán nyugati részét érintve északkeleti irányban folyik tovább. Akszu várostól délre ömlött a Tarimba. 1979-ben a Jarkend-darja alsó szakasza teljesen kiapadt.

## Fordítás
- Ez a szócikk részben vagy egészben  a   Jarkend című német Wikipédia-szócikk fordításán alapul.  Az eredeti cikk szerkesztőit annak laptörténete sorolja fel. Ez a jelzés csupán a megfogalmazás eredetét és a szerzői jogokat jelzi, nem szolgál a cikkben szereplő információk forrásmegjelöléseként.